# Mario Simón Martín
Mario Simón Martín (Palencia, 14 de febrero de 1978) es un político español de Ciudadanos. Fue alcalde de Palencia desde junio de 2019 a junio del 2023.

## Biografía

### Formación
Diplomado en Ciencias Empresariales por la Universidad de Valladolid. Inició su trayectoria profesional en el sector financiero, concretamente en el banco EspañaDuero, donde trabajó quince años.
En diciembre del 2014 formó parte de la constitución de la agrupación de Ciudadanos (Cs) en Palencia. Tras las elecciones municipales de 2015 fue elegido concejal del ayuntamiento de Palencia. 
Desde enero de 2023 es Coordinador del Comité de Alcaldes y Vicealcaldes en la Ejecutiva Permanente  Nacional de Cs, compuesta por 15 miembros.

## Alcalde de Palencia
Tras cuatro años como concejal en la oposición, en las elecciones municipales de 2019 en Palencia Mario Simón se postuló como candidato a la alcaldía de Palencia por Ciudadanos. Tras las elecciones, con 5138 votos equivalentes al 11,93% de los votos emitidos, Ciudadanos obtuvo en la ciudad de Palencia la representación de tres regidores. A pesar de que Ciudadanos fuera la tercera fuerza, Mario Simón accedió a la alcaldía de Palencia tras obtener el respaldo de los nueve concejales del Partido Popular. El apoyo de los nueve concejales populares más los tres concejales de Ciudadanos forjaron un gobierno de coalición de centro derecha. La única representante municipal de Vox votó a favor de este gobierno de minoría pese a que se mantendría fuera del equipo de gobierno. En total votaron a favor de la investidura de Mario Simón trece ediles. Hasta junio de 2023, Ciudadanos y PP gobernaron en minoría (12 concejales) frente a una oposición conformada por PSOE, Ganemos y Vox (13 concejales).

### Polémica
El acceso a la Alcaldía, habiendo obtenido tres concejales, fue posible a través de un pacto en la Junta de Castilla y León en el que se cedió la alcaldía de Palencia a Ciudadanos para facilitar el gobierno en coalición de estos dos partidos en la administración regional. Esta situación dio lugar a importantes protestas por parte de la ciudadanía palentina al considerarse un "reparto de cartas" pactado desde la Junta de Castilla y León en la que se imponía a Mario Simón Martín como alcalde.

### Legislatura
Debido a las dificultades planteadas para la aprobación de los presupuestos del año 2022, en febrero de dicho año el alcalde puso su cargo a disposición del pleno mediante una cuestión de confianza vinculada a los presupuestos. Nuevamente obtuvo el respaldo plenario con los votos favorables de Cs y PP y la abstención de Vox, quedando ratificados tanto el alcalde, como las cuentas municipales.